# Nodirbek Abdusattorov
Nodirbek Abdusattorov (Tashkent, 18 settembre 2004) è uno scacchista uzbeko.
Uno dei più giovani di sempre ad aver ottenuto il titolo di Grande maestro internazionale, nel 2021 ha vinto il Campionato del mondo di scacchi rapidi e nel 2022 è stato medaglia d'oro di squadra e d'argento individuale in 1ª scacchiera alle Olimpiadi di Chennai.
Nella lista FIDE di settembre 2022 ha 2713 punti Elo, rientrando nella categoria informale dei 
Super-GM.

## Carriera
Nel 2012 ha vinto a Maribor il Campionato del mondo giovanile nella categoria U8.
Nel 2014, all'età di 9 anni, durante l'ottava edizione del Torneo dedicato alla memoria di Georgy Agzamov disputato a Tashkent ha sconfitto i Grandi Maestri Sjargej Žygalka e Rustam Khusnutdinov, diventando in tal modo uno dei più giovani giocatori di sempre a battere un Grande Maestro in partite a tempo classico.
Nel novembre 2015 con il punteggio di 8,5 su 12 giunge 4º nel Campionato del mondo giovanile nella categoria U12 disputatosi a Porto Carras.
Nell'ottobre 2017 partecipa al Chigorin Memorial, nel quale il risultato di 6,5 su 9 gli fa ottenere la terza e definitiva norma di Grande Maestro. Avendo nel contempo superato la soglia di 2.500 punti Elo, questo risultato lo ha reso all'epoca il secondo più giovane di sempre sino ad allora ad ottenere il massimo titolo scacchistico. Il titolo è stato ratificato dalla FIDE nell'aprile 2018.
Nel maggio 2018 partecipa al Campionato uzbeko giungendo 5º con 7 su 12.
Nel settembre 2019 vince a Tashkent il Campionato juniores dell'Asia Centrale con 7,5 su 9.
Nel 2021 in maggio si qualifica alla Coppa del Mondo di Soči, vincendo il torneo zonale della zona 3.4 della FIDE, totalizzando 8 punti su 9, dalla quale viene eliminato al 4º turno da Vasif Durarbayli dopo aver superato Mohamad Ervan, Aravindh Chithambaram e Anish Giri.
Nel dicembre 2021 vince il Campionato del Mondo Rapid a Varsavia, diventando il più giovane scacchista di sempre ad aggiudicarsi questo torneo. Dopo aver ottenuto 9,5 punti su 13, conclude il torneo al primo posto a pari merito con Jan Nepomnjaščij, Magnus Carlsen e Fabiano Caruana. Per regolamento disputa gli spareggi lampo soltanto con il primo dei tre, dove ha la meglio sul russo vice-campione del mondo per 1,5 a 0,5. Nel corso del torneo l'uzbeko riesce nell'impresa di battere il campione del mondo in carica Magnus Carlsen e alcuni Super GM come lo stesso Caruana, Boris Gelfand e Aleksandr Griščuk.
Nel 2022 in agosto vince la medaglia d'oro di squadra con la nazionale uzbeka alle Olimpiadi di Chennai e l'argento individuale in prima scacchiera, totalizzando 8,5 punti su 11 partite e ottenendo una performance di 2803 punti Elo. In dicembre vince il Vugar Gashimov Memorial totalizzando 14 punti su 18 nel torneo rapid e 11,5 su 18 nel torneo blitz.

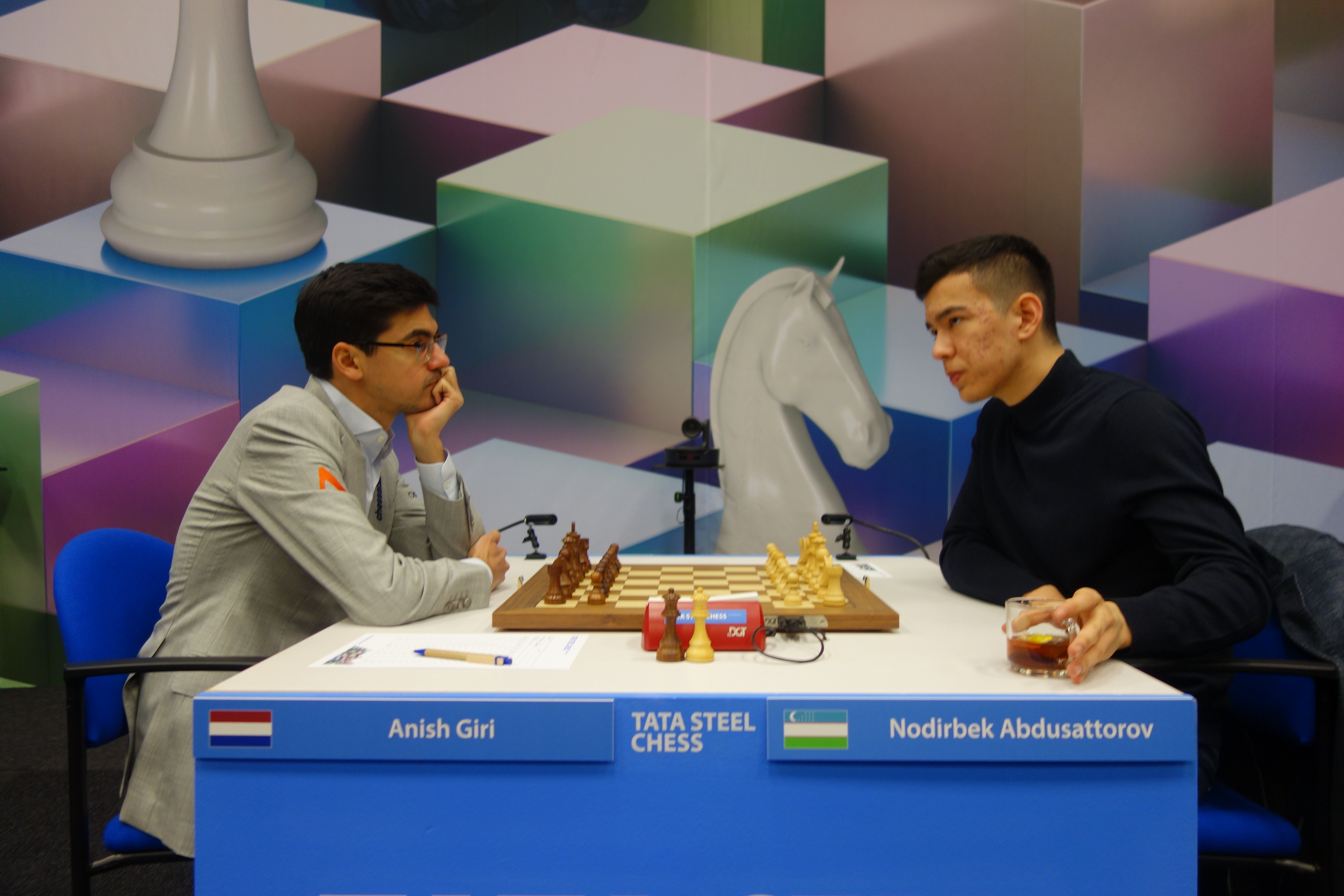
Anish Giri vs. Nodirbek Abdusattorov durante il Tata Steel Chess Tournament 2024

Nel 2023 in gennaio sfiora la vittoria al supertorneo olandese Tata Steel fino all'ultimo turno, quando una sconfitta con il grande maestro Jorden Van Foreest gli costa la vittoria in favore di Anish Giri, che lo sopravanzerà in classifica di mezzo punto (8,5 a 8). In febbraio partecipa al WR Chess Masters, supertorneo di Düsseldorf, nel quale si classifica quinto a pari merito con Vincent Keymer, Anish Giri, Andrej Esipenko, Rameshbabu Praggnanandhaa e Jan-Krzysztof Duda, totalizzando quattro punti su nove, mentre la vittoria va a Lewon Aronyan. Il 29 maggio vince la versione Blitz del  Norway Chess con 6 punti su 9.
Nel 2024 arriva primo a pari merito con altri 3 contendenti al Tata Steel con il punteggio di 8,5 su 13. Al mini torneo di spareggio a cadenza blitz, perderà contro il vincitore del torneo Wei Yi in semifinale. Vince il Masters di Praga con il punteggio di 6,5 punti su 9, torneo che gli consente di entrare per la prima volta tra i primi dieci della classifica mondiale. In aprile vince la Bundesliga con la squadra SC Viernheim. In maggio vince il TePe Sigeman Chess Tournament concludendo il torneo con 4,5/7 e battendo poi negli spareggi lampo, Arjun Erigaisi e Peter Svidler . 

## Statistiche
Ad aprile 2018 è il più giovane giocatore di sempre ad essere entrato nella Top 100 juniores della lista FIDE.
Al 1º febbraio 2020, con un Elo di 2644 punti, era primo al mondo degli U16 e secondo assoluto nel suo paese.
Ha raggiunto il suo punteggio massimo nella lista Elo di ottobre 2024 con 2 783, punteggio record per un giocatore uzbeko e quindi primo nel suo paese e 6º al mondo.